# The Script
The Script (někdy také jenom Script) je irská pop rocková skupina z Dublinu, která byla založená v roce 2001. Skupina nyní sídlí v Londýně. Po podepsání smlouvy s labelem Sony vydala v roce 2008 jejich debutové album s názvem The Script, které obsahovalo hity jako jsou „The Man Who Can't Be Moved“ a „Breakeven“. Toto album obsadilo první příčky v úspěšnosti v Anglii a Irsku. Jejich druhé album Science & Faith bylo zveřejněno v roce 2010 a obsahuje hity jako „For the First Time“ a „Nothing“. Toto album bylo na prvních příčkách hitparád v Irsku a Anglii, umístilo se také na 3. místě v americké hitparádě Billboard Hot 200. Jejich třetí album, pojmenované #3, bylo zveřejněno 10. září 2012 a již v prvním týdnu se vyšplhalo na 2. místa světových hitparád.
Jejich písně se několikrát objevily ve slavných filmech a seriálech (jako jsou například Upíří deníky).

## Biografie
Danny O'Donoghue a Mark Sheehan se znali již jako děti z Dublinu.
Právě Danny a Mark spolu dříve účinkovali v kapele Mytown vytvořené v roce 1996. Kluci byli pozváni do Kanady svými vzory (mimo jiné Dallasem Austinem, Montellem Jordanem a Teddem Ryleym. V USA byli několik let a měli nahrávací smlouvu. Jednoho dne však společnost od nahrávací smlouvy odstoupila. Danny a Mark v USA pracovali jako producenti. Potom se vrátili do Dublinu a přijali do své nové skupiny, kterou pojmenovali The Script, bubeníka Glena Powera. Prvním singlem skupiny byla píseň We Cry. Vzory skupiny jsou Timbaland, U2, Coldplay a další. A hudba této skupiny je také jakýmsi mixem těchto oblíbených interpretů.

## Členové skupiny

### Současní členové
- Danny O'Donoghue – hlavní zpěvák, keyboard, kytara (2002–současnost)
- Glen Power – bicí, zpěv (2002–současnost)
- Benjamin Sargeant – bass kytara, zpěv (2024–současnost; doprovodný člen 2007–2024)[1]
- Ben Weaver – hlavní kytara, zpěv (2024–současnost)

### Doprovodní členové
- Paul Inder – bass kytara (pouze studio)
- Rodney Alejandro – keyboard (doprovod při turné 3 World Tour)

### Dřívější členové
- Mark Sheehan – kytara, zpěv (2002–2023; jeho smrt)

## Diskografie
Studiová alba
- The Script (2008)
- Science & Faith (2010)
- #3 (2012)
- No Sound Without Silence (2014)
- Freedom Child (2017)
- Sunsets & Full Moons (2019)
- Satellites (2024)

Kompilační alba
- Tales from The Script: Greatest Hits (2021)

Extended play
- Acoustic Sessions (2018)
- Acoustic Sessions 2 (2021)
- Acoustic Sessions 3 (2022)

## Turné
- Science & Faith Tour
- 3 World Tour

## Ocenění
| Rok  | Cena                        | Kategorie                         | Výsledek  |
| ---- | --------------------------- | --------------------------------- | --------- |
| 2008 | World Music Awards          | Nejprodávanější interpret z Irska | Vítěz     |
| 2009 | Meteor Ireland Music Awards | Nejlepší skupina z Irska          | Vítěz     |
| 2009 | Meteor Ireland Music Awards | Nejlepší album                    | Vítěz     |
| 2009 | Meteor Ireland Music Awards | Nejlepší irská popová práce       | Nominován |
| 2010 | Meteor Ireland Music Awards | "Best Live Performance"           | Vítěz     |
| 2011 | Brit Awards                 | Nejlepší mezinárodní skupina      | Nominován |
| 2013 | Brit Awards                 | Nejlepší mezinárodní skupina      | Nominován |